# Mancomunidad de Sakana
La Mancomunidad de Sakana (Sakanako Mankomunitatea en euskera) es el nombre de la entidad local supramunicipal que agrupa a los municipios del valle de la Barranca, Navarra (España). Su competencia abarca el abastecimiento de agua en alta (desde su captación hasta los depósitos) y en baja (distribución entre los consumidores y gestión de aguas residuales), la recogida y tratamiento de residuos urbanos, los servicios de vascuence, inmigración, y deportes, así como una oficina de rehabilitación de viviendas.

## Zona de actuación
La mancomunidad está integrada por todos los ayuntamientos de La Barranca, que suman un total de 15: Ciordia, Olazagutía, Alsasua, Urdiáin, Iturmendi, Bacáicoa, Echarri-Aranaz, Arbizu, Lacunza, Ergoyena, Arruazu, Huarte-Araquil, Irañeta, Araquil e Irurzun. Sin embargo, no todos los municipios participan de todos los servicios ofrecidos por la entidad.

## Abastecimiento de agua
En la actualidad forman parte del Servicio de Agua de la Mancomunidad los ayuntamientos de Ciordia, Olazagutía, Alsasua, Urdiáin, Iturmendi, Bacáicoa, Arbizu, Ergoyena, Lacunza, Araquil e Irurzun. En cuatro de estos ayuntamientos (Ciordia, Alsasua, Ergoyena y Araquil) el servicio prestado solo incluye la gestión del agua hasta los depósitos municipales (agua en alta). En los otros siete municipios (Olazagutía, Urdiáin, Iturmendi, Bacáicoa, Arbizu, Lacunza e Irurzun) la mancomunidad gestiona el ciclo integral del agua: desde su captación, pasando por el suministro a los consumidores, y hasta la entrega de las aguas residuales a las depuradoras gestionadas por la empresa pública NILSA.
La Mancomunidad de Sakana dispone de las siguientes fuentes de suministro de agua:
- El Embalse de Urdalur, junto con los pequeños manantiales de Arbara y Urbasa (en Olazagutía y Ciordia), o el de Leziza (Ergoyena), desde donde se suministra agua a todas las poblaciones comprendidas entre Ciordia y Lacunza.[5]

- Manantial de Urruntzurre que suministra agua a las poblaciones de Yábar, Villanueva, Satrústegui, Zuazu, Ecay, Eguiarreta y Echarren (concejos todos de Araquil).

- Manantial de Iribas, que suministra agua a las poblaciones de Irurzun, Echeverri, Izurdiaga, Urrizola y Erroz (los cuatro últimos concejos de Araquil).

Existe una red general de distribución de agua que llega desde Urdalur hasta Yábar. Por su parte, la red de distribución desde el manantial de Iribas abastece Araquil e Irurzun. Como plan de futuro, la Mancomunidad tiene intención de interconectar las dos redes. Para el tratamiento del agua proveniente de las diversas fuentes de suministro la Mancomunidad tiene en funcionamiento dos Estaciones de Tratamiento de Agua Potable: una en Urdalur y la otra en Urriza. También hay diversos puntos para la cloración del agua. Para el almacenamiento del agua potable la mancomunidad dispone de 21 depósitos en diferentes localidades.
En cuanto a la depuración de aguas residuales, en la comarca existen las siguientes instalaciones gestionadas por NILSA:
- Depuradoras que dan servicio a las localidades de: Irurzun, Huarte Araquil, Lacunza y Arbizu, Echarri-Aranaz, Bacáicua e Iturmendi, Urdiáin y Alsasua, y Olazagutía.
- Pequeñas depuradoras y Fosas sépticas que dan servicio a las localidades de: Aizcorbe, Urrizola, Erroz, Izurdiaga, Echeberri, Eguiarreta, Echarren, Ecay, Zuazu, Satrustegui, Villanueva, Yábar, Irañeta, Arruazu, Unanua, Torrano, Lizarraga, Lizarragabengoa y Ciordia.

## Gestión de los residuos sólidos urbanos
La Mancomunidad gestiona los residuos sólidos urbanos de todos los municipios asociados. El servicio se basa en la recogida, gestión y tratamiento de los residuos urbanos, los residuos inertes y los residuos industriales no peligrosos. Para ello realiza una planificación que abarca distintos ámbitos: la gestión del Vertedero de Arbizu y otras instalaciones, la logística de la recogida de residuos, su gestión y tratamiento, el mantenimiento de las instalaciones, la administración, la concienciación sobre el medio ambiente y los impactos de los residuos. La Mancomunidad participa en el Consorcio de Residuos Urbanos de Navarra.
La mancomunidad dispone de un vertedero de residuos urbanos en Arbizu, donde actualmente ya no se entierran residuos sólidos urbanos, tan solo residuos industriales no peligrosos. Las instalaciones disponen de un muelle para la transferencia de los residuos, que permite su traslado hasta el punto final de gestión. Para el caso de los residuos gestionados a través del contenedor verde, que recoge la parte no reciclada de los residuos y en su mayor parte corresponden a la fracción orgánica, su destino es la planta de tratamiento de El Culebrete, en Tudela. El muelle de Arbizu gestiona los residuos no reciclados de las mancomunidades de Sakana, Alto Araxes (zona de Betelu) y Mendialdea (zona de Leiza y Lecumberri), y tiene capacidad para gestionar 10.000 toneladas anuales. También se utiliza para la gestión de los envases recogidos en el contenedor amarillo de estas mancomunidades, que tienen como destino la planta de selección de envases de Peralta.
Como forma de adecuarse al objetivo fijado por el Plan Integrado de Gestión de Residuos de Navarra (PIGRN) que contempla que para el año 2020 se recoja separadamente el 50% de los biorresiduos; en julio de 2013, la Mancomunidad de Sakana ha dado comienzo a un nuevo sistema de recogida selectiva de residuos en algunas de sus localidades (todas excepto Alsasua e Irurzun).
El nuevo sistema está basado en la recogida selectiva de residuos puerta a puerta, con un calendario de recogida de diferentes tipos de residuos cada día. El sistema se completa con el compostaje de la materia orgánica, que se ofrece de manera voluntaria a los vecinos, tanto de forma individual como comunitaria. Este sistema se implanta en los municipios más grandes: Olazagutía, Urdiain, Iturmendi, Bacáicua, Echarri-Aranaz, Arbizu, Lacunza y Huarte-Araquil. En las localidades más pequeñas: todos los concejos de Araquil y Ergoyena, así como los ayuntamientos de Arruazu, Irañeta y Ciordia, se han dispuesto casetas de aportación cerradas, donde se encuentran los distintos contenedores. Esto se completa también con compostadores comunitarios y colectivos para la materia orgánica. En las localidades de Alsasua y Irurzun el sistema de recogida de basura no ha variado, a espera de que la población decida que sistema adoptar.
Según datos del Consorcio de Residuos de Navarra, en 2013 las 3.500 familias que participaban en el recogida aportaban unas 24 Toneladas mensuales de bioresiduos. Su tratamiento se realiza en plantas privadas de biometanización. Así mismo, la propia mancomunidad, a los 6 meses de la implantación del nuevo sistema de gestión de la basura, indica que la tasa de recogida selectiva de materiales ha ascendido al 80%, habiendo aumentado la recogida discriminada de todas las fracciones de la basura: vidrio, papel y cartón, envases ligeros y materia orgánica.
Mientras, en Alsasua e Irurzun se implantarán instalaciones para el compostaje comunitario, que se ofrecerá a los vecinos que quieran utilizarlo.

## Vertedero de Arbizu
Hasta el año 2009 la mancomunidad contaba con un vertedero de residuos urbanos en Arbizu. En él se depositaban todos los residuos que gestionaba la mancomunidad. Sin embargo, desde la apertura del muelle de transferencia de residuos, y en aplicación de la legislación europea, toda la basura se traslada a otras instalaciones. De esta manera, en la actualidad en el vertedero de Arbizu sólo se depositan residuos inertes no peligrosos.
En 2011 la mancomunidad selló una parte de su vertedero de Arbizu, equivalente a un 40% aproximadamente de la superficie utilizada. Se aprovechó que se había alcanzado la cota máxima en una parte del terreno para cerrarla. A pesar de ese cierre el aprovechamiento como vertedero de inertes puede alargarse hasta el año 2025, dada la disponibilidad de terreno aún sin utilizar en una franja situada en la parte inferior de su superficie.